# Tània Cerdà i Meseguer
Tània Cerdà i Meseguer (Badalona, 30 de setembre de 1977) és una esportista catalana que va competir en natació adaptada. L'any 1990 va guanyar una medall d'or i dues de bronze al Campionat del Món de natació adaptada júnior. A nivell absolut, va guanyar dues medalles de bronze als Jocs Paralímpics d'estiu de 1992 i 1996, disputats a Barcelona i Atlanta respectivament.

## Palmarès internacional
| Representant Espanya | Representant Espanya     | Representant Espanya  | Representant Espanya | Representant Espanya   |
| Any                  | Campionat                | Lloc                  | Posició              | Modalitat              |
| -------------------- | ------------------------ | --------------------- | -------------------- | ---------------------- |
| 1990                 | Campionat del Món júnior | Assen, Països Baixos  | 1                    |                        |
| 1990                 | Campionat del Món júnior | Assen, Països Baixos  | 3                    |                        |
| 1990                 | Campionat del Món júnior | Assen, Països Baixos  | 3                    |                        |
| 1992                 | Jocs Paralímpics d'estiu | Barcelona, Catalunya  | 3                    | 4 × 100 m estils S7-10 |
| 1996                 | Jocs Paralímpics d'estiu | Atlanta, Estats Units | 3                    | 4 × 100 m estils S7-10 |